# Lijst van spoorwegstations in België met gewijzigde naam
Dit is een lijst van Belgische spoorwegstations waarvan de naam in de loop van de geschiedenis werd gewijzigd.
| Huidige naam              | Datum van de wijziging | Vorige naam / namen          | Opmerkingen                                       |
| ------------------------- | ---------------------- | ---------------------------- | ------------------------------------------------- |
| Andenne                   |                        | Andenne-Seilles              |                                                   |
| Antwerpen-Berchem         | 1983                   | Berchem (Antwerpen)          |                                                   |
| Antwerpen-Berchem         | 1975                   | Berchem                      |                                                   |
| Balen                     | 23 mei 1982            | Balen-Nete                   |                                                   |
| Beverlo                   | 12 juni 2011           | Beringen                     |                                                   |
| Bierges-Walibi            | september 1993         | Wavre-Bierges-Walibi         |                                                   |
| Bierges-Walibi            | 27 mei 1979            | Bierges                      |                                                   |
| Bierges-Walibi            | 1910                   | Bierges (Wavre)              |                                                   |
| Bierges-Walibi            | 1899                   | Bierges-lez-Wavre            |                                                   |
| Brussel-Luxemburg         | 28 mei 2000            | Brussel-Leopoldswijk         |                                                   |
| Brussels Airport-Zaventem | april 2016             | Brussel-Nationaal-Luchthaven |                                                   |
| Bierset-Awans             | 1 januari 1867         | Bierset                      |                                                   |
| Carnières                 | 7 november 1883        | Carnières-Nord               |                                                   |
| Charleroi-Central         | 12 december 2022       | Charleroi-Sud                |                                                   |
| Châtelet                  |                        | Châtelineau-Châtelet         |                                                   |
| Châtelet                  | Châtelineau            |                              |                                                   |
| Dave-Saint-Martin         | 2 juni 1991            | Dave-Est                     |                                                   |
| Ecaussinnes               | 2 juni 1991            | Ecaussinnes-Carrières        |                                                   |
| Genk-Goederen             | 1995                   | Winterslag                   | Nog uitsluitend goederenvervoer                   |
| Havré                     |                        | Havré-Ville                  |                                                   |
| Hoboken                   | 26 mei 1974            | Hoboken-Kapelstraat          | Gesloten op 3 juni 1984                           |
| Hoboken-Polder            | 26 mei 1974            | Hoboken                      |                                                   |
| Houyet                    | 23 mei 1982            | Houyet-Ardenne               |                                                   |
| Jambes                    | 2 juni 1991            | Jambes-Nord                  |                                                   |
| Jambes-Est                | 2 juni 1991            | Jambes-Etat                  |                                                   |
| Kontich-Lint              | 11 juni 2017           | Kontich                      |                                                   |
| Kontich-Lint              | 1974                   | Kontich-Kazerne              |                                                   |
| Kontich-Lint              | 1903                   | Kontich-Oost                 |                                                   |
| Kontich-Lint              | 1885                   | Kontich                      |                                                   |
| Liedekerke                | 1982                   | Liedekerke-Teralfene         |                                                   |
| Lierde                    | 23 mei 1982            | Sint-Maria-Lierde            |                                                   |
| Louvain-la-Neuve          | 11 juni 2017           | Louvain-la-Neuve-Université  |                                                   |
| Liège-Carré               | 3 september 2018       | Liège-Jonfosse               |                                                   |
| Liège-Saint-Lambert       | 3 september 2018       | Liège-Palais                 |                                                   |
| Luttre                    | 2 juni 1991            | Luttre-Pont-à-Celles         |                                                   |
| Quaregnon                 | 23 mei 1982            | Quaregnon-Wasmuël            |                                                   |
| Rochefort-Jemelle         | 11 juni 2017           | Jemelle                      |                                                   |
| Thuin                     | 23 mei 1982            | Thuin-Nord                   |                                                   |
| Thurn en Taxis            | 13 december 2015       | Pannenhuis                   | Niet bediend van 3 juni 1984 tot 13 december 2015 |
| Virton                    | 23 mei 1982            | Virton-Saint-Mard            |                                                   |